# Ann Doran
Ann Doran (28 de julio de 1911-19 de septiembre de 2000) fue una actriz cinematográfica estadounidense.  

## Biografía
Nacida en Amarillo (Texas), su verdadero nombre era Ann Lee Doran. Doran, que empezó a actuar a los cuatro años de edad, intervino en cientos de filmes mudos bajo un nombre diferente, a fin de que la familia de su padre no conociera su trabajo. Rara vez interpretó primeros papeles (con las excepciones del de Jean Andrews en Rio Grande (1938) y el de la dominante madre de James Dean Rebelde sin causa (1955), pero llegó a actuar en más de quinientas películas y más de mil episodios de producciones televisivas, incluyendo el drama sobre la Guerra de Secesión Gray Ghost. 
Doran trabajó primero como sustituta, después empezó a hacer pequeños papeles, y finalmente cumplió con papeles de reparto. En 1938 tenía contrato con Columbia Pictures, compañía que tenía como política utilizar a los miembros de su reparto tan a menudo como fuera posible. Por esa razón Doran actuó en seriales de la Columbia (como The Spider's Web y Flying G-Men), cortos (incluidos los de The Three Stooges (Los tres chiflados), Charley Chase, Andy Clyde y Harry Langdon), cine de serie B (como el film Blondie y los seriales Five Little Peppers y Ellery Queen), así como largometrajes de primera calidad. También hizo primeros papeles en las comedias para Columbia de Charley Chase entre 1938 y 1940. Además, pasó a ser una de las favoritas del director de la Columbia Frank Capra, actuando en muchas de sus producciones. 
Cuando Columbia lanzó un serial en 1945 sobre las aventuras de un muchacho y su perro Rusty, Doran fue elegida para interpretar un papel de importancia. Aunque el actor que actuaba como padre del chico cambió varias veces, Doran fue constante en el papel de la madre. Sus continuos y sensibles papeles maternos hicieron que fuera escogida para interpretar a la madre de James Dean en Rebelde sin causa . 
Doran fue también artista invitada en la serie infantil de la CBS My Friend Flicka, la historia de un niño y de su caballo en un rancho de Wyoming.  Así mismo, fue artista invitada en la sitcom protagonizada por Ray Milland para la CBS Meet Mr. McNutley. En 1960 fue Martha Brown, la madre del jinete Velvet Brown (interpretado por Lori Martin) en el drama familiar de la NBC National Velvet. Tres años más tarde actuó en la temporada 1965-1966 de la serie western de la ABC The Legend of Jesse James, interpretando a Zerelda James, la madre de Jesse y Frank James.
Doran siguió trabajando en el cine y en la televisión hasta poco antes de su fallecimiento, ocurrido en el año 2000 por causas naturales en Carmichael, California. Ella legó 400.000 dólares al Motion Picture & Television Country House and Hospital, hogar de retiro de la industria cinematográfica.

## Filmografía seleccionada
| Cine       | Cine                                                     | Cine                         | Cine                         |
| Año        | Título                                                   | Personaje                    | Observaciones                |
| ---------- | -------------------------------------------------------- | ---------------------------- | ---------------------------- |
| 1922       | Robín de los bosques                                     | Paje del rey Ricardo         | Sin acreditar                |
| 1934       | Servants' Entrance                                       | Marie, la doncella           | Sin acreditar                |
| 1936       | Mr. Deeds Goes to Town                                   | Chica en el autobús          | Sin acreditar                |
| 1937       | Paid to Dance                                            | Rose Trevor                  | Otro título: Hard to Hold    |
| 1938       | You Can't Take It With You (Vive como quieras)           | Maggie O'Neill               |                              |
| 1939       | Blind Alley (Rejas humanas)                              | Agnes                        |                              |
| 1939       | The Man They Could Not Hang (La horca fatal)             | Betty Crawford               |                              |
| 1940       | His Girl Friday                                          | Trabajadora del periódico    | Sin acreditar                |
| 1941       | Sun Valley Serenade                                      | Camarera                     | Sin acreditar                |
| 1942       | They All Kissed the Bride                                | Helene – la doncella de Drew | Sin acreditar                |
| 1943       | So Proudly We Hail!                                      | Tte. Betty Peterson          |                              |
| 1944       | El señor Skeffington                                     | Maria, una doncella          | Sin acreditar                |
| 1945       | Pride of the Marines                                     | Ella Mae Merchant            | Otro título: Forever in Love |
| 1946       | The Strange Love of Martha Ivers                         | Bobbi St. John               |                              |
| 1947       | My Favorite Brunette                                     | Miss Rogers                  |                              |
| 1948       | Pitfall                                                  | Maggie                       |                              |
| 1949       | The Kid from Cleveland                                   | Emily Barrows Novak          |                              |
| 1950       | Never a Dull Moment                                      | Jean Morrow                  |                              |
| 1951       | The People Against O'Hara                                | Betty Clark, Policía         |                              |
| 1953       | Island in the Sky                                        | Esposa de Moon               | Otro título                  |
| 1954       | Them!                                                    | Psiquiatra infantil          | Sin acreditar                |
| 1955       | The Desperate Hours                                      | Mrs. Walling                 | Sin acreditar                |
| 1957       | Shoot-Out at Medicine Bend                               | Sarah Devlin                 |                              |
| 1958       | The Deep Six                                             | Elsie – mujer de Mike        | Sin acreditar                |
| 1959       | A Summer Place                                           | Mrs. Talbert                 | Sin acreditar                |
| 1963       | Capitán Newman (Captain Newman M.D.)                     | Mrs. Pyser                   | Sin acreditar                |
| 1964       | Kitten with a Whip (Como una pesadilla)                  | Mavis Varden                 |                              |
| 1965       | Mirage                                                   | Ocupante del apartamento 3R  | Sin acreditar                |
| 1966       | Not with My Wife, You Don't! (Bromas con mi mujer, ¡no!) | Doris Parker                 |                              |
| 1967       | The Hostage                                              | Miss Mabry                   |                              |
| 1968       | Live a Little, Love a Little                             | Casera                       | Sin acreditar                |
| 1969       | The Arrangement (El compromiso)                          | Enfermera Costello           |                              |
| 1970       | There Was a Crooked Man... (El día de los tramposos)     | Mrs. Lomax                   |                              |
| 1971       | The Hired Hand                                           | Mrs. Sorenson                |                              |
| 1976       | The Gumball Rally                                        | Mrs. Ontley                  |                              |
| 1977       | Dead of Night                                            | Mrs. McCauley                |                              |
| 1981       | All Night Long                                           | Abuela Gibbons               |                              |
| 1986       | Wildcats                                                 | Mrs. Chatham                 | Otro título: First and Goal  |
| Televisión |                                                          |                              |                              |
| Año        | Título                                                   | Personaje                    | Observaciones                |
| 1952       | Aventuras de Superman                                    | Mrs. King                    | 1 episodio                   |
| 1953       | The Danny Thomas Show                                    | Profesora                    | 1 episodio                   |
| 1954       | Ramar of the Jungle                                      | Irene Loring                 | 1 episodio                   |
| 1955       | Brave Eagle                                              | Hierba Susurrante            | 1 episodio                   |
| 1956       | Father Knows Best                                        | Dorothy Tyler                | 1 episodio                   |
| 1957       | December Bride                                           | Miss Moore                   | 1 episodio                   |
| 1958       | M Squad                                                  | Mrs. Rainey                  | 1 episodio                   |
| 1959       | Frontier Doctor                                          | Ma "Dallas" Bell             | 1 episodio                   |
| 1960       | Wagon Train                                              | Tía Lizzie                   | 1 episodio                   |
| 1965       | McHale's Navy                                            | Mrs. Binghamton              | 1 episodio                   |
| 1966-1967  | Hey, Landlord                                            | Marcy Banner                 | 2 episodios                  |
| 1968       | The Guns of Will Sonnett                                 | Margaret Stover              | 1 episodio                   |
| 1970       | The Bold Ones: The Lawyers                               | Mrs. Grimbi                  | 1 episodio                   |
| 1971-1972  | Longstreet                                               | Mrs. Kingston                | 23 episodios                 |
| 1973       | Barnaby Jones                                            | Enfermera Nora Randall       | 1 episodio                   |
| 1974       | The Rookies                                              | Mrs. Coleman                 | 1 episodio                   |
| 1975       | M*A*S*H                                                  | Enfermera Meg Cratty         | 1 episodio                   |
| 1978       | La Isla de la Fantasía                                   | Emma Howard                  | 1 episodio                   |
| 1979       | Eight Is Enough                                          | Ms. Ryder                    | 1 episodio                   |
| 1982       | Father Murphy                                            | Abby                         | 1 episodio                   |
| 1983       | Tales of the Unexpected                                  | Mary Deacon                  | 1 episodio                   |
| 1984       | Knots Landing                                            | Mercy                        | 1 episodio                   |
| 1985       | Highway to Heaven                                        | Mrs. Bradley                 | 2 episodios                  |
| 1986       | Trapper John, M.D.                                       | Mrs. McAndrew                | 1 episodio                   |
| 1987       | The Twilight Zone                                        | Mrs. Clark                   | 1 episodio                   |
| 1988       | Hunter                                                   | Mrs. Rawling                 | 1 episodio                   |